# 奈良沙緒理
奈良 沙緒理（なら さおり、1985年2月7日 - ）は日本の元・ジュニアアイドル。ホリ・エージェンシーに所属していた。静岡県富士宮市出身。

## 経歴・人物
1985年2月7日、静岡県に生まれる。初恋は幼稚園在籍中。相手はじゅん君。バレンタインにはチョコレートを贈り、マシュマロのお返しをもらった。握手したこともある。
1991年4月、小学校入学。在学中の1996年、第21回ホリプロタレントスカウトキャラバンに応募する。グランプリその他の受賞はなかったが、ホリ・エージェンシーの目に止まり、デビューのきっかけとなる。ちなみにこの年のグランプリは深田恭子、審査員特別賞は酒井彩名、ピュアガール賞は大森玲子と野村恵里。
1997年4月、中学校入学。本人によると郊外の学校で、学年に1クラスしかなかった。陸上、特に50メートルや100メートルの短距離が得意で、1年生のとき50メートルで学年1位になったこともある（記録:6秒8 - 本人の記憶による）。卓球部に所属。
この年、12歳でグラビアデビュー。1997年6月、ホリプロタレントスカウトキャラバンで選ばれた美少女たちと写真集『BABY KISS』を撮影。12月にはソロ写真集『天使は12歳。』が発売される。同書に掲載された、体操服にドッジボールを入れた爆乳の写真は当時のロリコン界隈に衝撃を与えた。
1998年4月、東京の中学校に入学。地元静岡より新幹線で通う。この年、学校の陸上競技大会で100メートル、1000メートル、走り幅跳びの第1位獲得、三冠王として学校新聞に載る。この年、三津谷葉子・優香・松田純・横山夏海とともにユニット「ファイブ・スター・ガールズ」として活動。「長野オリンピックで私の胸をゲットした原田さん、大好き」と週刊ポストの取材に答えている。
2000年4月、アイドルユニットAce File結成。メンバーとして活動するかたわら、ソロでも女優やTV・ラジオに活動の場を広げる。この年の12月より放送された『鉄甲機ミカヅキ』が女優としての初仕事であるが、作品の公開（放送）は『燃えろ!!ロボコン』などの方が先である。11月、ビデオ『Pure Girl DUO』をリリース。田上ユーイチはこれについて「いまどきの女の子はこんなにも体と胸の成長が早いのか」とコメントした。
2001年3月、『学校の怪談 春の物の怪スペシャル』が放送される。この番組の監督・鶴田法男は、『案山子 KAKASHI』に関するインタビューの中で彼女について言及している。｢基本的に芝居がうまいですからね。ぜひいろんなところで活躍してもらいたいです｣と述べている。4月1日 - 4月9日、銀座博品館劇場（東京都中央区銀座）で舞台『BOYS BE…ALIVE―TRY AGAIN―』に出演（リナ役）。4月 - 9月、『飯塚雅弓のMEGA-TONスマイル』（OBCラジオ大阪）に出演。
2001年4月21日、本人ソロとして唯一のシングル「HAPPY FLOWER」をリリース。吉田豪によると小沢健二の「LIFE」から影響を受けた音作りをしている渋谷系の楽曲である。
2002年4月7日、Ace File解散。『テレビ・タレント人名事典』には、その後ソロ活動を開始とあるが、2002年以降の活動らしい活度は確認できない。
その後、芸能界を引退。2003年8月1日公開の映画『怪談 轢き出し地獄』に出演しているが、これは復帰ではない。引退前に撮影したフィルムがこのタイミングで公開されたものである。

### 人物・エピソード
- 13歳時のインタビューで、入浴中浴槽に潜って蓋を閉めて隠れていたところ母が心配して見に来たことがあると語った。小1のときからやっているという。
- 好きなお笑いタレントはナインティナイン。
- 好きな食べ物は京たこ、ワッフル、梅干、プリン。

（以上、出典:）
- 趣味は音楽鑑賞、読書
- 特技は振り付け、あだ名付け、ピアノ

（以上、出典:）
- 好きな男性のタイプはやさしい人[5]

## ディスコグラフィ
- HAPPY FLOWER（2001年4月21日） ビクターエンタテインメント VICL-35250[16]

HAPPY FLOWER ※NHKアニメ『だぁ!だぁ!だぁ!』OPテーマ
歩こうよ ※本人作詞
- だぁ!だぁ!だぁ! オリジナル・サウンドトラック 2（2001年6月21日） ビクターエンタテインメント VICL-60739
- <COLEZO!>アニメ・ソングセレクション〜アイドル編（2005年9月22日） ビクターエンタテインメント VICL-41267 ※HAPPY FLOWER収録
- 運動会 すすめ！ぼくらの仮装マーチ（2003年4月2日） ビクターエンタテインメント VICS-61111 ※HAPPY FLOWER収録
- フリフリロックンロール フラッグ/2009 ビクター運動会(1)（2009年4月1日） 日本伝統文化振興財団 VZCH-48 ※HAPPY FLOWER収録

## フィルモグラフィ

### テレビ
- 燃えろ!!ロボコン（1999年、テレビ朝日系） - 栗原モモコ役
- おはスタ（2000年4月7日 - 2001年3月23日、テレビ東京系）[18]
- HeartBeat（2000年10月4日 - 12月27日、テレビ東京系） - 美咲香織役[19]
- 鉄甲機ミカヅキ（2000年12月23日 - 2001年3月24日、フジテレビ系） - 火野アカネ役[18]
- ティーンズTV 世の中なんでも経済学（2000年4月 - 2001年3月、NHK教育）
- 天才てれびくんワイド ミュージックてれびくん（2001年、NHK教育）
- 学校の怪談 春の物の怪スペシャル（2001年3月27日、関西テレビ）

### ビデオ
※後にDVDとしてリリースされたものもある。また、Ace Fileとしての出演作品はAce Fileの項目参照
- Baby Kiss （1997年6月） 竹書房 ISBN 4-8124-0298-0 ※吉井怜・工藤あさぎ・酒井彩名・大森玲子・野村恵里・三津谷葉子との共演。ビデオのみの発売
- 奈良沙緒理12歳 『瞳の中の青い空』（1998年1月20日） バウハウス出版　ISBN 9784754286286 ※ビデオのみの発売
- Pure Girl「Duo」～奈良沙緒理&三津谷葉子（2000年11月） ポニーキャニオン PCBG-50150 ※三津谷葉子と共演
- ただいま!（2000年11月15日） ポニーキャニオン JAN 4988013156005
- おかえり。（2000年12月20日） ポニーキャニオン ASIN: B00005HQXZ
- 奈良沙緒理:喜怒哀楽―キラキラエンジェル(2001年7月)　パイオニアエルディーシー ISBN 978-4894525245
- 奈良沙緒理さおりんの太陽デート（2001年12月） ラインコミュニケーションズ ASIN 4883835545
- 世の中なんでも経済学 1 希少性と選択・価格 (2002年1月31日) NHKエンターブライズ NSW-5346
- 世の中なんでも経済学 2 企業・市場と家計 NHKエンターブライズ
- 世の中なんでも経済学 3 貨幣・金融 NHKエンターブライズ
- 世の中なんでも経済学 4 株式・景気変動 NHKエンターブライズ

### DVD
- フレッシュタレント名鑑 the year 2000 (2000年5月17日) ポニーキャニオン PCBC-00022　※オムニバス
- BOYS BE…ALIVE -TRY AGAIN-   (2000年7月19日)  フジテレビジョン PCBC-50025
- Heart Beat vol.1 (2001年2月25日) ハピネット・ピクチャーズ BBBE-1621
- Heart Beat vol.2 (2001年2月25日) ハピネット・ピクチャーズ BBBE-1622
- Heart Beat Special mode (2001年2月25日) ハピネット・ピクチャーズ BBBE-1641
- Heart Beat mode.3 (2001年3月25日) ハピネット・ピクチャーズ BBBE-1626
- Heart Beat mode.4 (2001年3月25日) ハピネット・ピクチャーズ BBBE-1627
- Heart Beat mode.5 (2001年3月25日) ハピネット・ピクチャーズ BBBE-1628
- Heart Beat mode.6 (2001年4月25日) ハピネット・ピクチャーズ BBBE-1629
- Heart Beat mode.7 (2001年4月25日)  ハピネット・ピクチャーズ
- ホリプロベストセレクション(1) (2002年3月20日) ポニーキャニオン PCBG-50256 ※オムニバス
- ウルトラセブン誕生35周年EVOLUTION5部作 第1弾 ダーク・サイド(2002年5月22日)バップ
- ウルトラセブン誕生35周年EVOLUTION5部作 第2弾 パーフェクト・ワールド(2002年6月21日)バップ
- ウルトラセブン誕生35周年EVOLUTION5部作 第3弾 ネバーランド(2002年7月24日)バップ JAN 4988021114882
- ウルトラセブン誕生35周年EVOLUTION5部作 第4弾 イノセント(2002年8月21日)バップ
- ウルトラセブン誕生35周年EVOLUTION5部作 第5弾 アカシックレコード(2002年9月25日)バップ VPVT-68018 [20]
- 幽霊VS宇宙人 2（2007年6月6日）キングレコード JAN 4988003982799
- 燃えろ!!ロボコンVSがんばれ!!ロボコン (2009年12月11日) TOEI COMPANY,LTD. JAN 4988101145430 ASIN B002OCT81E
- 鉄甲機ミカヅキ DVD-BOX (2010年2月5日) KADOKAWAメディアファクトリー ZMSZ-5190

### その他
- 『アクティブマスコット 奈良沙緒理』（インナーブレイン、ASIN：B00KFES936）※Windows 95/98用CD-ROM。アクティブマスコット、時計、スライドショー、動画等
- 『王様げーむ』（ソシエッタ代官山。1998。）※セガサターン用

## 出版

### 写真集
- Baby Kiss -ベイビー・キッス-（1997年6月） 竹書房 ※吉井怜・工藤あさぎ・酒井彩名・大森玲子・野村恵里・三津谷葉子との共演
- 天使は12歳。 奈良沙緒理写真集（1997年12月） 英知出版 ISBN 4754211766
- Pure Girl DUO（1998年4月） 扶桑社 ※三津谷葉子と共演
- Another Impression（1998年6月11日） 株式会社アスペクト ISBN 4-7572-0113-3　※オムニバス
- あしあと。 奈良沙緒理写真集（1999年4月） 学習研究社 ISBN 4-05-401060-1
- ELECTRONiC FAiRYTALE 惑星ノ少女（2000年9月） 角川書店 ISBN 9784048532099 ※オムニバス
- スタート 奈良沙緒理写真集（2000年12月） ワニブックス ISBN 4847025962
- NEWS（2001年12月） ワニブックス

### その他書籍
- NHK教育テレビ「世の中なんでも経済学」世の中なんでも経済学 ｢お金｣に関するすべてがわかる、ワニブックス、2001年 ISBN 4-8470-1400-6

### 雑誌
- すっぴん（1997年10月）英知出版、1997年
- すっぴん（1998年2月） 英知出版、1998年
- Baby Kids ベイビー・キッズ（すっぴん1月号増刊） 英知出版、1998年
- Chuッ（1997年12月号） ワニマガジン社、1997年
- コミックまぁるまん（1998年9月号） ぶんか社、1998年
- デラボム BOMB FRESH（1998年9月） 学習研究社、1998年
- BOMB（1998年10月号） 学研プラス、1998年
- BOMB（1998年11月号） 学研プラス、1998年
- BOMB（1999年3月号） 学研プラス、1999年
- BOMB特別編集 奈良沙緒理写真集 学研プラス、1999年
- 15's pure vol.1 芸文社、1998年
- 別冊アサヒ芸能（平成10年2月1日発行） アサヒ芸能出版、1998年
- 週刊ヤングジャンプ（1998 Issue №17） 集英社、1998年
- FLASH（1999年5月4日号） 光文社、1999年
- FLASH（2000年12月21日号） 光文社、2000年
- プレミア姫Vol.5（コアムックシリーズ 111） コアマガジン、2000年 ISBN 978-4877343279
- DUNK（2000年5月号） 集英社、2000年
- ACTRESS（2000年9月号） リイド社、2000年
- まるごとコスプレ VOL.1 学研プラス、2000年 ISBN 9784056022391
- ヤングアニマル嵐（平成13年3月13日） 白泉社、2001年
- カミオン No.220（2001年4月号） 芸文社、2001年
- i Cupid Vol.25 ディジット、2001年
- i Cupid Vol.29 ディジット、2002年